# Obština Aprilci
Obština Aprilci (bulharsky Община Априлци) je bulharská jednotka územní samosprávy v Lovečské oblasti. Leží ve středním Bulharsku na severních svazích Staré planiny. Sídlem obštiny je město Aprilci, kromě něj zahrnuje obština 3 vesnice. Žijí zde necelé 3 tisíce stálých obyvatel.

## Sídla
- Aprilci[p 1] (sídlo správy)
- Draškova Poljana
- Skandaloto
- Velčevo

## Sousední obštiny
| Růžice kompasu | Trojan          |         |            | Růžice kompasu |
| Růžice kompasu |                 | Sever   | Sevlievo   | Růžice kompasu |
| Růžice kompasu | Obština Aprilci |         | Sevlievo   | Růžice kompasu |
| Růžice kompasu | Jih             |         | Sevlievo   | Růžice kompasu |
| Růžice kompasu |                 | Karlovo | Pavel Baňa | Růžice kompasu |

## Obyvatelstvo
V obštině žije 2 869 stálých obyvatel a včetně přechodně hlášených obyvatel 2 609. Podle sčítání 7. září 2021 bylo národnostní složení následující:
- Bulhaři: 2 749 (99.5 %)
- Romové: 9 (0.3 %)
- Turci: 3 (0.1 %)
- ostatní: 2 (0.1 %)

V období 2011 až 2021 v obštině ubylo 544 obyvatel.